# Dejan Jakovic
Dejan Jakovic (født 16. juli 1985) er en canadisk fodboldspiller.

## Canadas fodboldlandshold
| Canadas landshold | Canadas landshold | Canadas landshold |
| År                | Kmp               | Mål               |
| ----------------- | ----------------- | ----------------- |
| 2009              | 5                 | 0                 |
| 2010              | 3                 | 0                 |
| 2011              | 2                 | 0                 |
| 2012              | 1                 | 0                 |
| 2013              | 5                 | 0                 |
| 2014              | 1                 | 0                 |
| 2015              |                   |                   |
| Total             | 17                | 0                 |